# Краснопольская, Юлия Святославовна
Юлия Святославовна Краснопольская (11 мая 1981, Махачкала, Дагестанская АССР, РСФСР, СССР) —  российская тхэквондистка, призёр чемпионата Европы. Мастер спорта России международного класса. Тренер-преподаватель по тхэквондо.

## Спортивная карьера
Тхэквондо занимается с 1997 года. В мае 2002 года стала бронзовым призёром чемпионата Европы в турецком Самсуне . Чемпионка России 2004 года и неоднократный призёр чемпионатов страны. 

## Личная жизнь
В 1998 году окончил школу № 46 в Махачкалы.

## Достижения
- Чемпионат России по тхэквондо 2001 — ;
- Чемпионат России по тхэквондо 2002 — ;
- Чемпионат Европы по тхэквондо 2002 — ;
- Чемпионат России по тхэквондо 2004 — ;
- Чемпионат России по тхэквондо 2006 — ;
- Кубок Европы по тхэквондо 2006 — ;